# Eugalta nigrita
Eugalta nigrita är en stekelart som beskrevs av Gupta 1980. Eugalta nigrita ingår i släktet Eugalta och familjen brokparasitsteklar. Inga underarter finns listade i Catalogue of Life.